# Municipio de Squaw Grove
El municipio de Squaw Grove (en inglés: Squaw Grove Township) es un municipio ubicado en el condado de DeKalb en el estado estadounidense de Illinois. En el año 2010 tenía una población de 2802 habitantes y una densidad poblacional de 30,83 personas por km².

## Geografía
El municipio de Squaw Grove se encuentra ubicado en las coordenadas 41°45′19″N 88°39′54″O / 41.75528, -88.66500. Según la Oficina del Censo de los Estados Unidos, el municipio tiene una superficie total de 90.89 km², de la cual 90.45 km² corresponden a tierra firme y (0.48%) 0.44 km² es agua.

## Demografía
Según el censo de 2010, había 2802 personas residiendo en el municipio de Squaw Grove. La densidad de población era de 30,83 hab./km². De los 2802 habitantes, el municipio de Squaw Grove estaba compuesto por el 96.54% blancos, el 0.43% eran afroamericanos, el 0.29% eran amerindios, el 0.32% eran asiáticos, el 0.14% eran isleños del Pacífico, el 1.03% eran de otras razas y el 1.25% pertenecían a dos o más razas. Del total de la población el 4.93% eran hispanos o latinos de cualquier raza.